# Румболовский парк
Ру́мболовский парк — парк усадьбы Рябово, расположенный в городе Всеволожске, Ленинградская область, на Румболовской горе. Основан в конце XVIII века бароном И. Ю. Фридриксом. Является памятником садово-паркового и ландшафтного искусства первой трети XIX века. Признан ценным природным объектом, находится под государственной охраной, используется как зона отдыха, частично застроен.

## Описание
Парк занимает площадь 35 га и расположен на северной окраине города Всеволожска на Румболовской горе. Платообразная вершина холма переходит на западе в живописный изрезанный склон, за которым, за пределами парка, пониженная равнина простирается до Санкт-Петербурга. Этой особенностью местности обусловлена оригинальность художественного решения парка. Парк сохранился в исторических границах, но со значительными изменениями облика, связанными, прежде всего, с развитием города и деятельностью сельскохозяйственного техникума, разместившегося на территории бывшего хозяйственного комплекса и садов в восточной части усадьбы Всеволожских.
В парке чётко выделяются по облику и назначению две части: парадный парк на плато в восточной части, окаймленный извилистой кромкой склона, обработанной террасами, и парк на отрогах склонов в западной части, имеющий лесной характер.
В парадном парке частично сохранились живописные разросшиеся старые деревья, ряды и группы лип, дубов, лиственниц и берёз в возрасте 90—160 лет. В центре парка на плато находится большая открытая в сторону склона поляна, окружённая насаждениями липы, дуба, лиственницы, клена, березы, ели в возрасте от 15 до 160 лет с густой сетью дорог и круглым прудом в северной части.
Насаждения лесной части парка на склонах сложены сосной, елью, берёзой в возрасте от 50 до 150 лет. Преобладающей породой является сосна, особенно на верхних частях склонов. В понижениях рельефа большее значение имеет ель и береза. Довольно широко, особенно в южной части, распространен самосев клена, встречаются липы, дубы естественного происхождения до 60 лет. Вдоль дорог, у их пересечений живописные акценты создают старые липы, дубы, сосны, берёзы.
Облик парка за долгое время претерпел изменения: утрачены усадебный дом, флигели и большинство хозяйственных построек. Целостность художественного решения нарушена. Множество старых посадок утрачено, парковые композиции распались. Появилось множество молодых посадок, далеко не всегда оправданных биологически и композиционно. Лесная часть парка на склоне сильно заросла, в связи с чем перспективы на окрестности и внутренние визуальные связи нарушены.

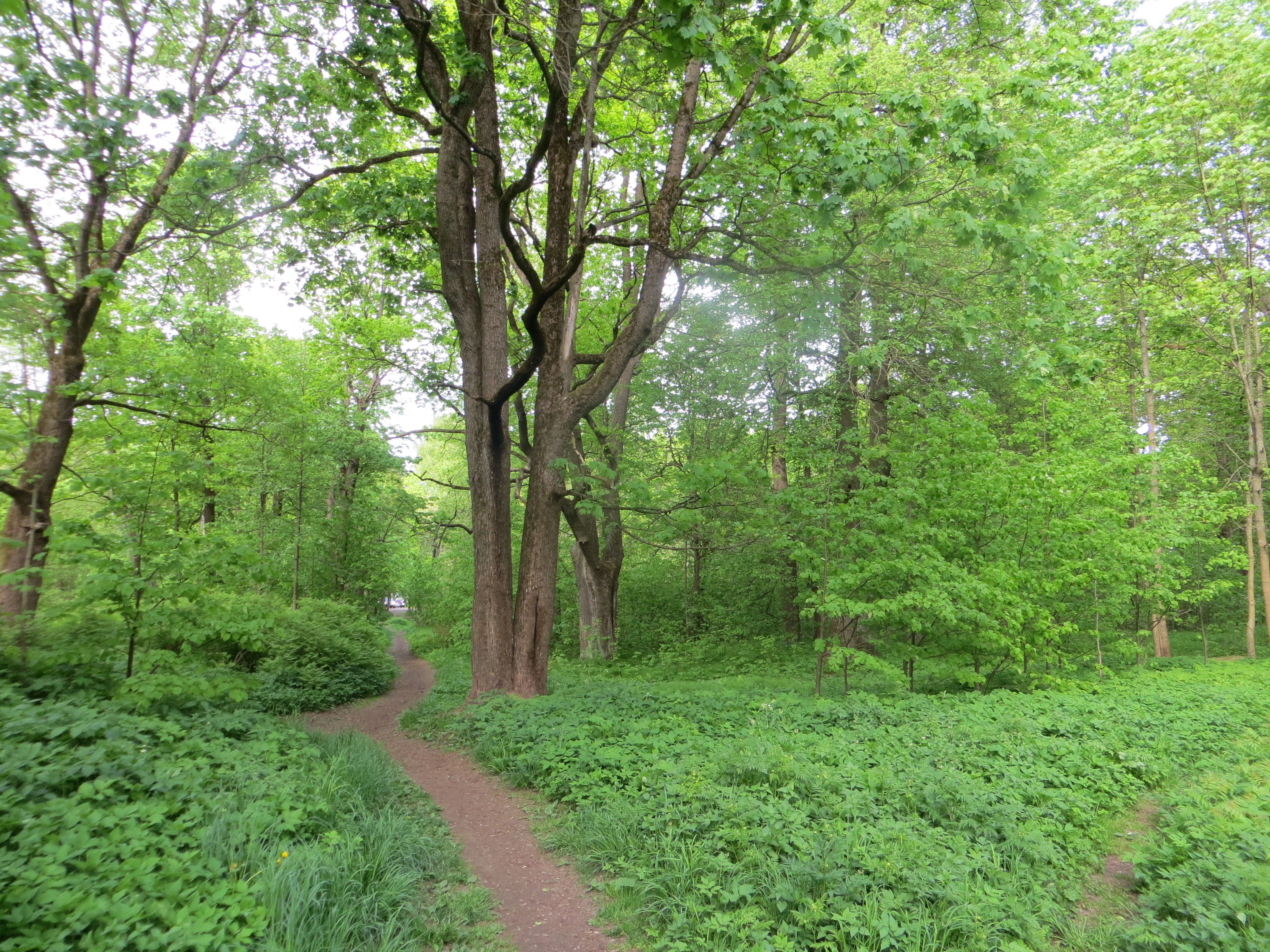
Самосев в восточной части парка
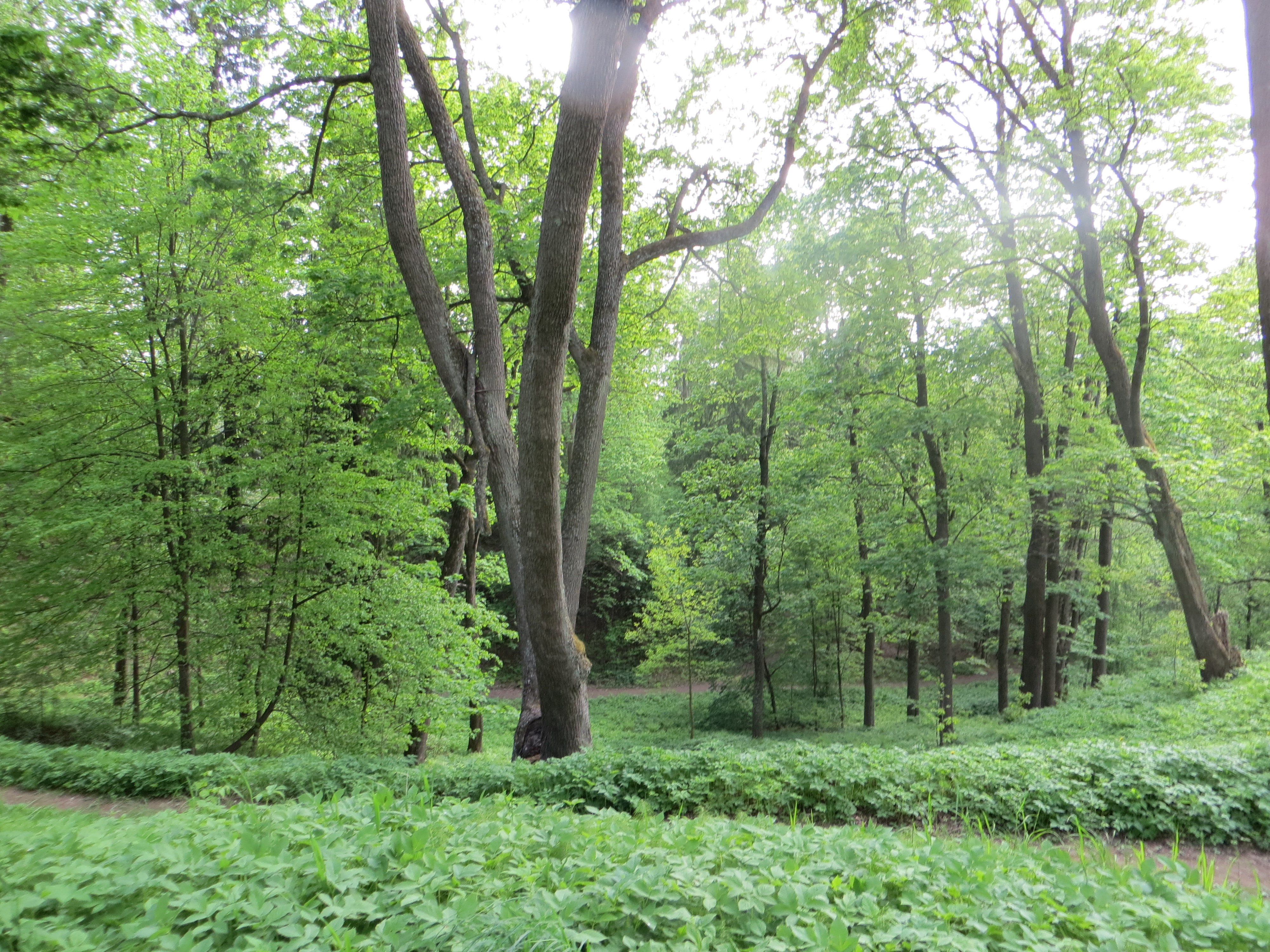
Склон в западной части парка
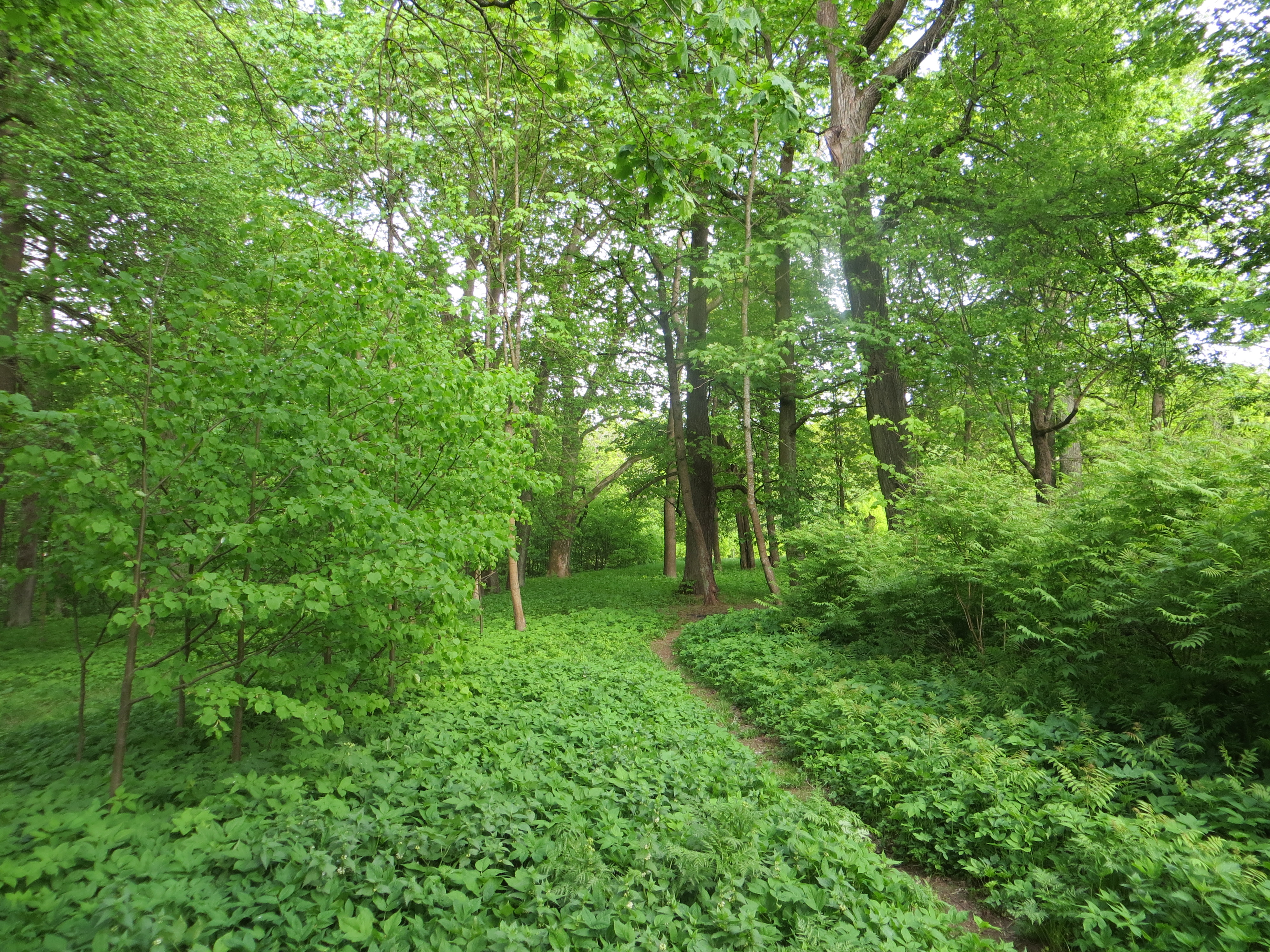
Терраса в западной части парка
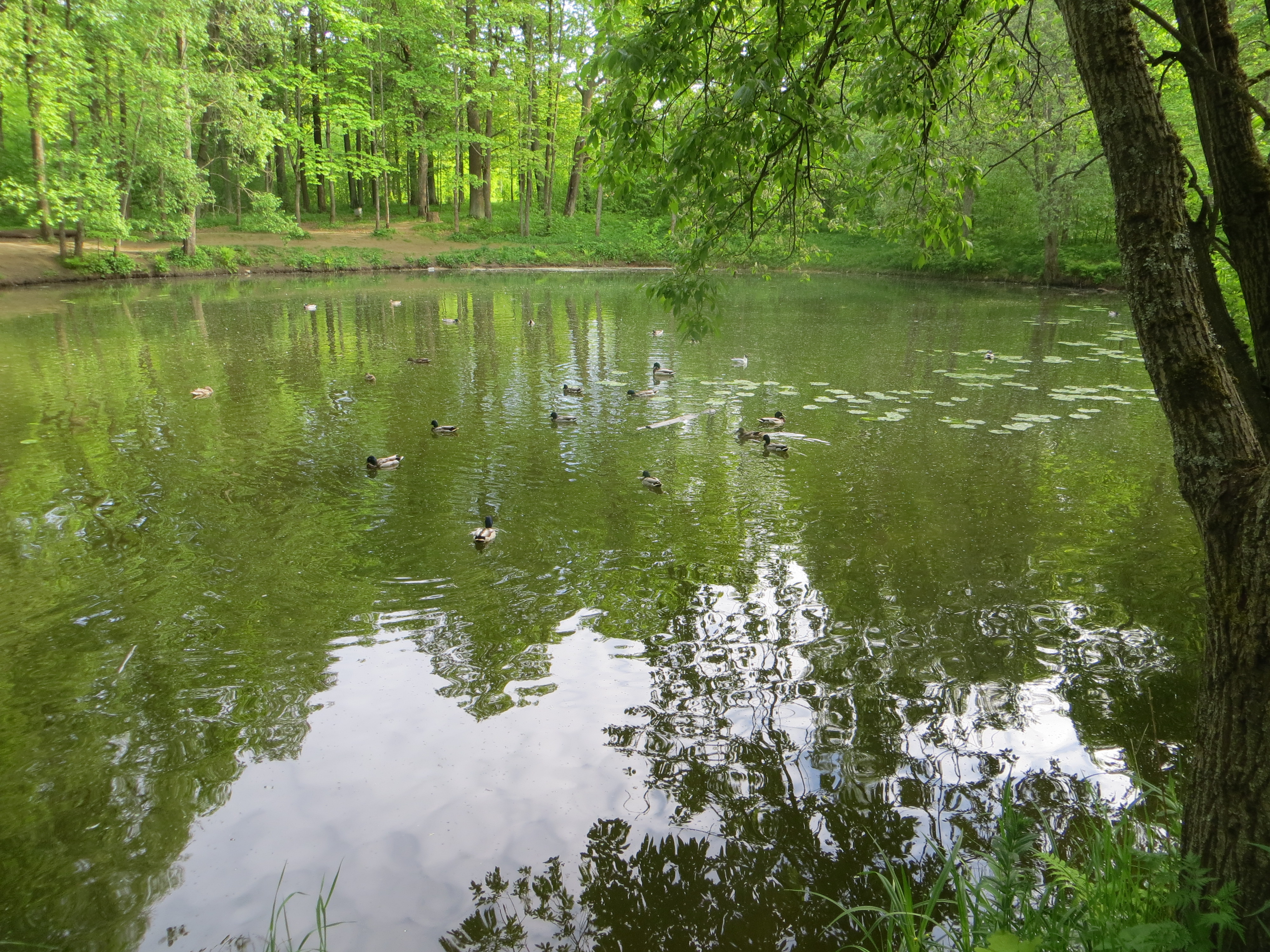
Пруд в северной части парка

## История
Основал Румболовский парк барон И. Ю. Фридрикс. В 1774 году он перенёс хозяйственный центр мызы Рябово с Мельничного ручья на Румболовскую гору, выстроил первый деревянный господский дом, различные служебные постройки, оранжереи, высадил фруктовый сад и разбил регулярный французский парк. Регулярным парк оставался до начала 1820-х годов.
В 1818 году мызу Рябово приобрёл статский советник В. А. Всеволожский. К 1822 году, под руководством архитектора П. Д. Шрётера, он перестроил усадебный дом и возвёл ряд новых хозяйственных построек. На безлесных тогда склонах Румболовской горы было нарезано несколько рядов террас, а на её плоской вершине взамен французского разбит английский пейзажный парк. Идея устройства нового парка и террасированных склонов приписывается царскосельскому садовнику Джозефу Иоганновичу Бушу.

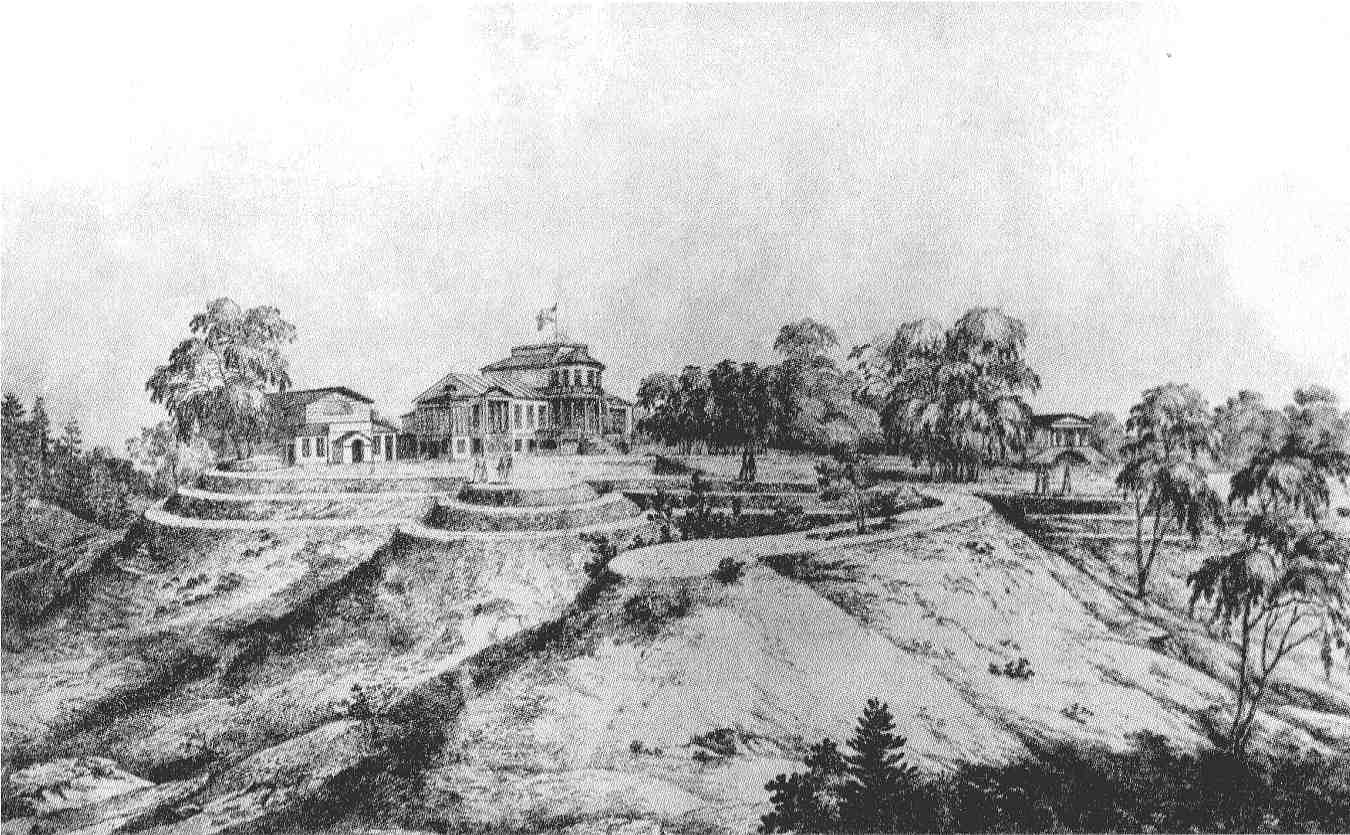
Вид усадебного дома мызы Рябово, террас и парка на гравюре А. О. Дезарно. 1822 год

После революции, 28 февраля 1923 года в бывшем имении Всеволожских открылся финский сельхозтехникум, в связи с чем Румболовский парк, вместе с другими землями бывшего имения, был официально передан в ведение учебного хозяйства техникума. По данным учхоза на 1926/1927 учебный год парк занимал площадь 30 га.
В 1927 году в усадьбе Рябово финскими рабочими, приехавшими из США, была организована коммуна «Труд», которой планировалось передать практически все земли учебного хозяйства, за исключением Румболовского парка, который руководство техникума ходатайствовало оставить за собой «для учебных целей». Тем не менее парк передали коммуне с обязательством «восстановить все парковые насаждения». А также: «восстановить ограду парка… и содержать парк за свой счёт». Вошедший в состав земель коммуны «старый усадебный парк передавался с условием свободного использования учащимися техникума для учебных целей и отдыха» и занимал, согласно договору, площадь 27,6 десятин.
В 1931 году сын выдающегося путешественника и географа Петра Петровича Семёнова-Тян-Шанского, известный советский статистик и географ, профессор ЛГУ Вениамин Петрович Семёнов-Тян-Шанский получил задание Наркомата просвещения СССР — разработать план создания нового Центрального географического музея. В том же году было решено расширить музей и придать ему статус музея-парка мировой географии. Для его размещения В. П. Семёнов-Тян-Шанский выбрал участок площадью 300 га на Румболовско-Кяселевской возвышенности, включающий Румболовский парк. В 1933 году разработка проекта была завершена. Согласно ему рядом со сгоревшим господским домом усадьбы Всеволожских планировалось возвести каменный дворец-музей с башней, на трёх этажах которого должны были разместиться разноплановые экспозиции. Всего планировалось создать десять парковых участков, соответствующих различным климатическим зонам СССР. На территории старинного парка усадьбы Всеволожских планировалось разместить лесной-лиственный и горно-альпийский парковые участки. В декабре 1934 года работы по переустройству парка остановились в связи с началом массовых репрессий, которые затронули сотрудников музея после убийства С. М. Кирова. Окончательно проект нового парка был отвергнут, когда летом 1935 года выяснилось, что Румболовско-Кяселевская возвышенность вошла в закрытую для въезда без пропуска НКВД погранзону.
В годы войны, с 1941 по 1943 год, в бывшей усадьбе Рябово и в Румболовском парке размещался личный состав Артиллерийско-минометных курсов младших лейтенантов Ленинградского фронта. С 1943 по 1944 год — 37-го отдельного учебного полка резерва офицерского состава артиллерии Ленинградского фронта. В южной части парка размещалась зенитная батарея, прикрывавшая Дорогу жизни.

Курсанты Артиллерийско-минометных курсов младших лейтенантов Ленинградского фронта в Румболовском парке. 1942 год

В 1950-е годы, по данным Всеволожского районного отделения милиции, парк Всеволожского сельхозтехникума признавался одним из самых криминогенных районов посёлка Всеволожский, а Всеволожский райисполком неоднократно отмечал его крайнюю запущенность.
В 1960—1970-е годы большая поляна в парадной части парка была приспособлена под нужды учащихся техникума — здесь были устроены футбольное поле и волейбольная площадка. В южной части возведён амфитеатр для выступлений художественной самодеятельности с покрытой асфальтом прямоугольной площадкой перед ним.

Большая поляна. 2022 год
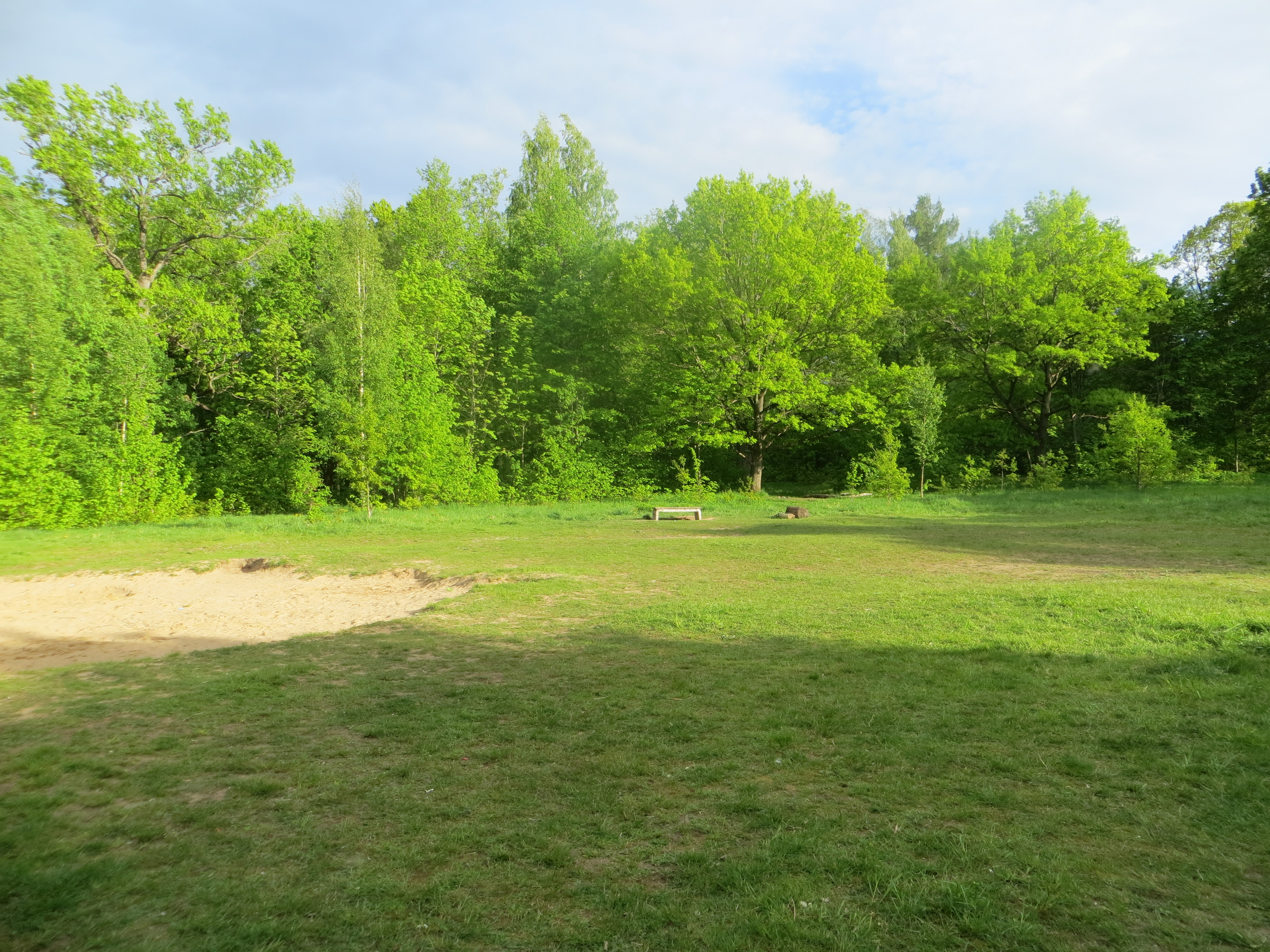
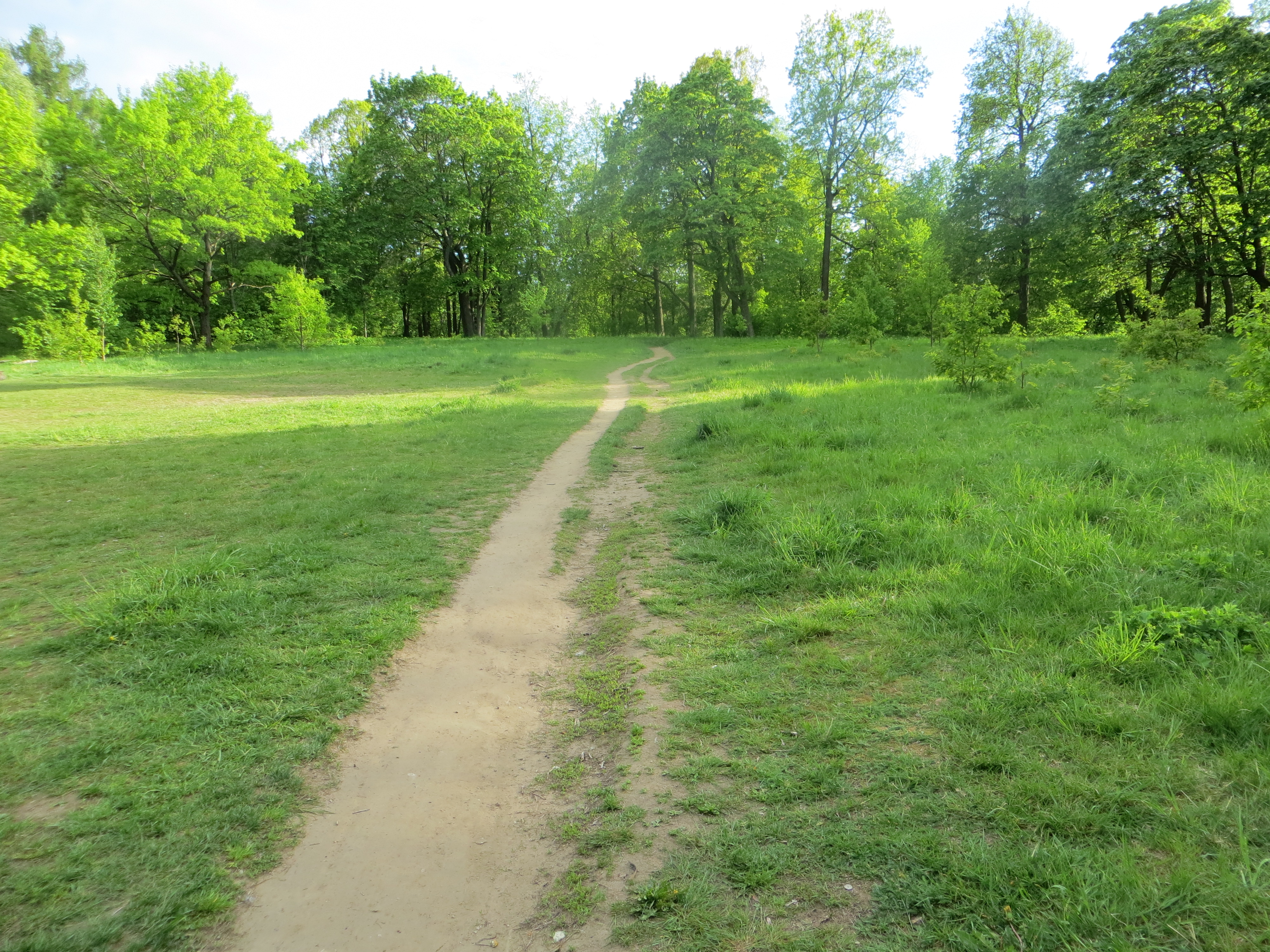
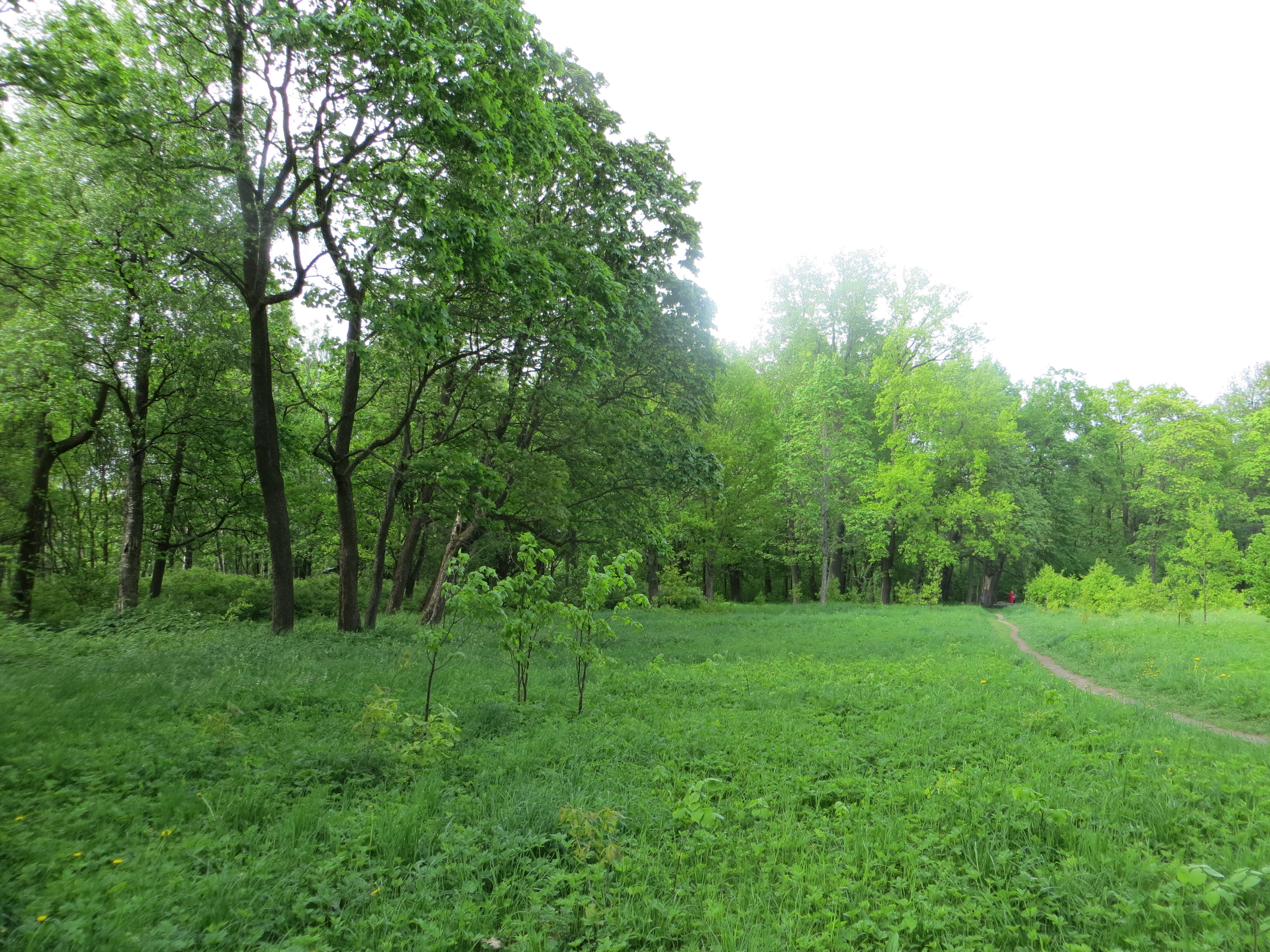

## Современное состояние
В списке ценных природных объектов, которые находятся под государственной охраной во Всеволожском районе (список утверждён Всеволожским городским Советом народных депутатов 8 апреля 1993 года), под № 23 значится расположенная в Румболовском парке «Усадьба Всеволожских «Рябово» (35 га, г. Всеволожск)». Охранное обязательство от 13 декабря 1993 года было заключено департаментом государственной охраны, сохранения и использования объектов культурного наследия комитета по культуре Ленинградской области с администрацией муниципального образования «Всеволожский район». Парк используется как зона отдыха, частично застроен.
Границы территории объекта культурного наследия федерального значения «Усадьба В. А. Всеволожского, в которой в разные годы бывали композиторы Алябьев Александр Александрович, Верстовский Алексей Николаевич и другие деятели культуры», включающего в себя Румболовский парк, утверждены приказом Комитета по культуре правительства Ленинградской области № 77 от 26 ноября 2013 года. 
Площадь парка в настоящее время — 35 гектар.
| Границы Румболовского парка   | Границы Румболовского парка | Границы Румболовского парка                   |
| ----------------------------- | --------------------------- | --------------------------------------------- |
| Северо-запад: Улица Холмистая | Север: Улица Дача Хусу      | Северо-восток: Улица Шишканя, дорога в Углово |
| Запад: Колтушское шоссе       |                             | Восток: Улица Шишканя                         |
| Юго-запад: Колтушское шоссе   | Юг: Дорога жизни            | Юго-восток: Дорога жизни                      |

## Перспективы развития
В июле 2020 года губернатор Ленинградской области А. Ю. Дрозденко выдвинул предложение построить на территории Румболовского парка Ленинградскую областную универсальную научную библиотеку. 

Мы приняли принципиальное решение: комитет по культуре правительства Ленинградской области при поддержке финансирования бюджета Ленинградской области будет проектировать полную реставрацию и инновацию Румболовского парка, причём это парк, который будет восстанавливаться по историческим чертежам, историческому содержанию. Парк будет носить концепцию экологического парка.

## Достопримечательности
- Храм Спаса Нерукотворного образа на Дороге жизни, бывшая усыпальница дворянского рода Всеволожских. Освящён в 1901 году. Действующий. Находится в южной части парка
- Здание двухэтажной булыжной конюшни Всеволожских. Постройка начала 1820-х годов. Руинирована. Примыкает к восточной границе парка
- Здание газогенераторной станции Всеволожских — так называемый «Красный замок». Постройка начала 1820-х годов. Руинирована. Находится в северной части парка
- Винный погреб Всеволожских. Постройка начала 1820-х годов. Руинирована. Находится в западной части парка
- Подземелья. В 1980—2020-е годы под Румболовским парком были обследованы несколько участков подземных ходов, разделённых между собой завалами песка. Происхождение и предназначение подземелий не установлено[23].

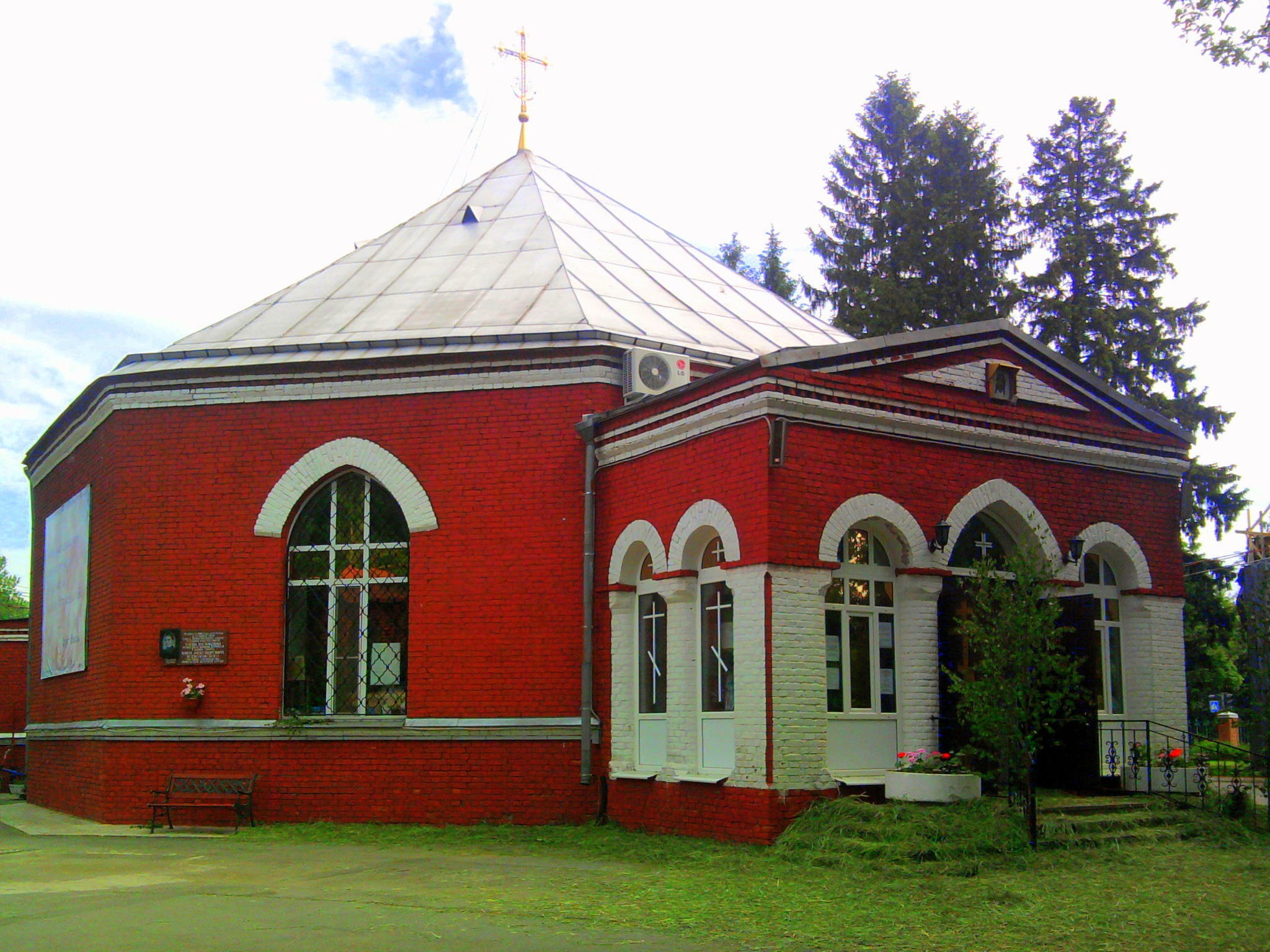
Храм Спаса Нерукотворного образа
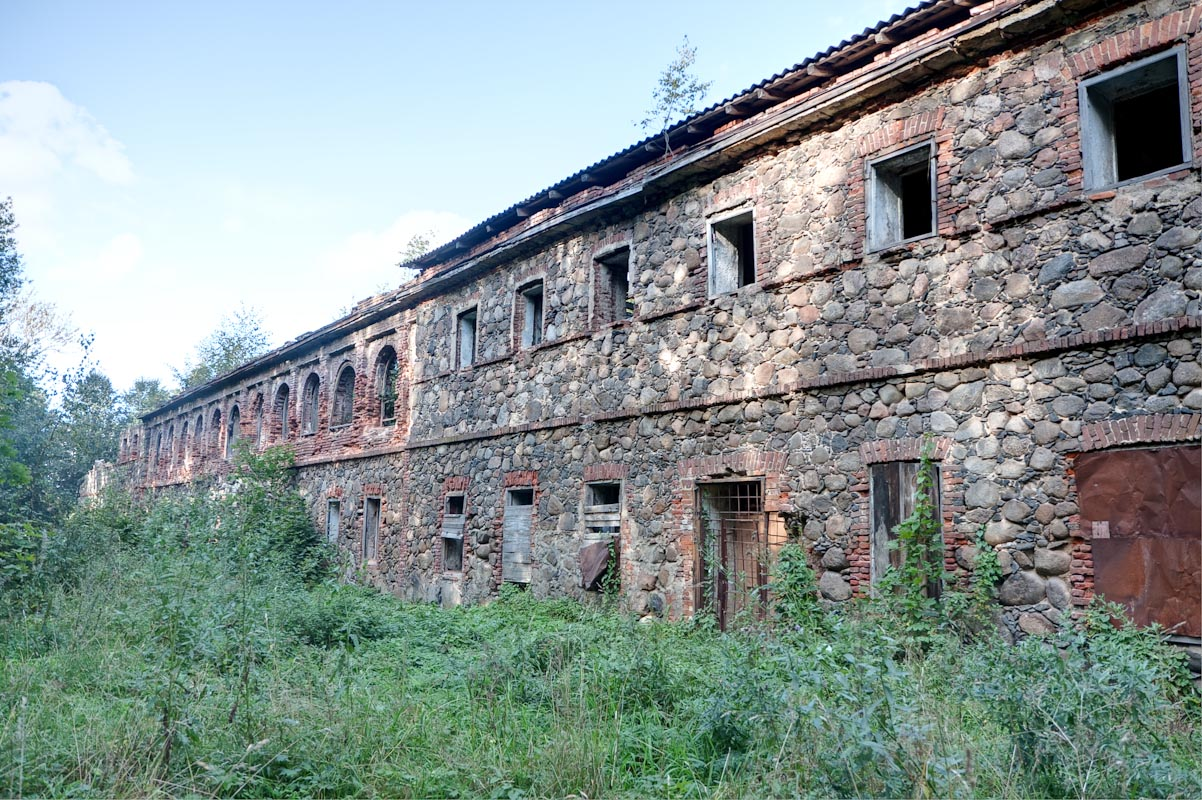
Булыжная конюшня Всеволожских
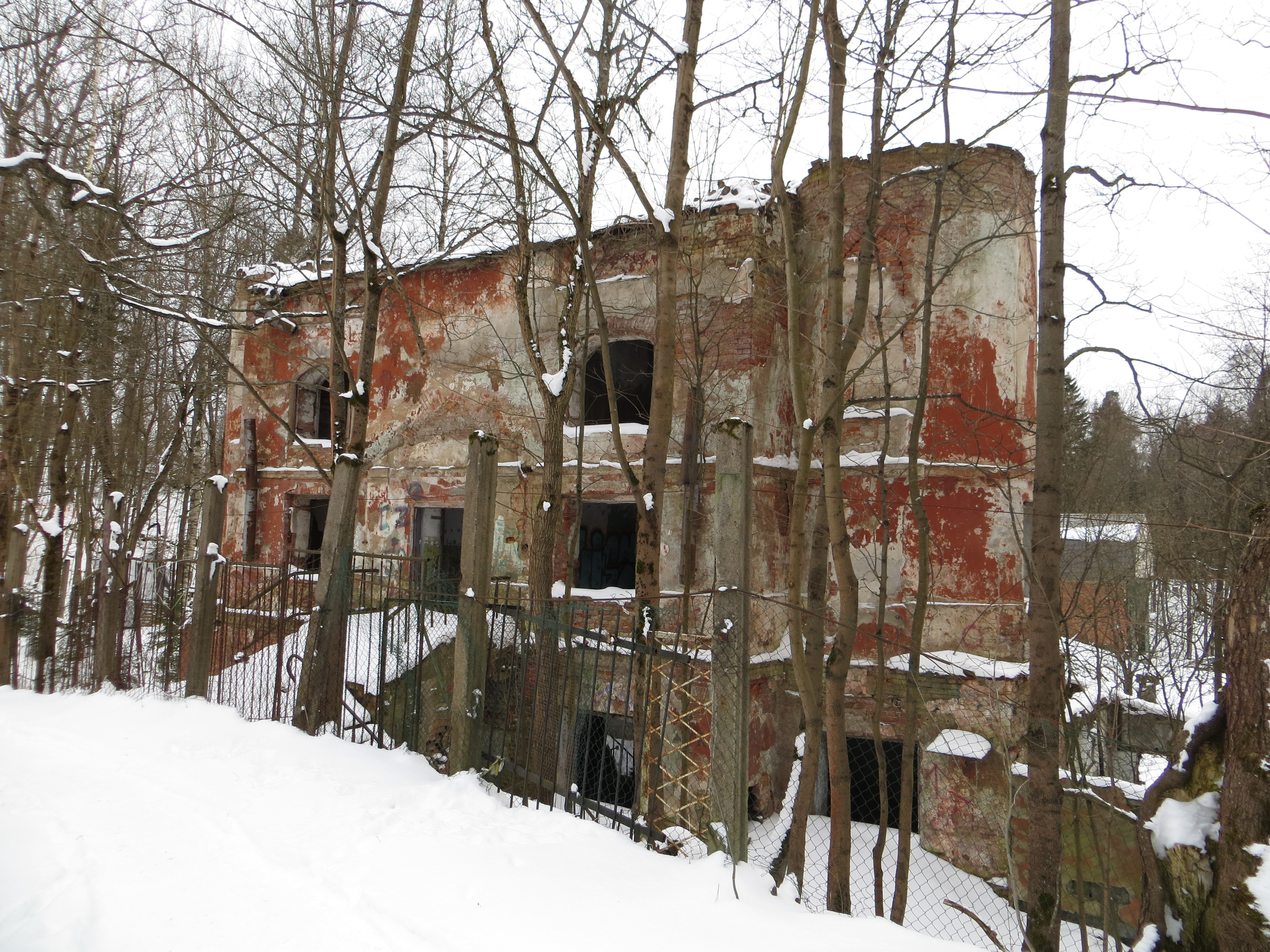
Так называемый «Красный замок»
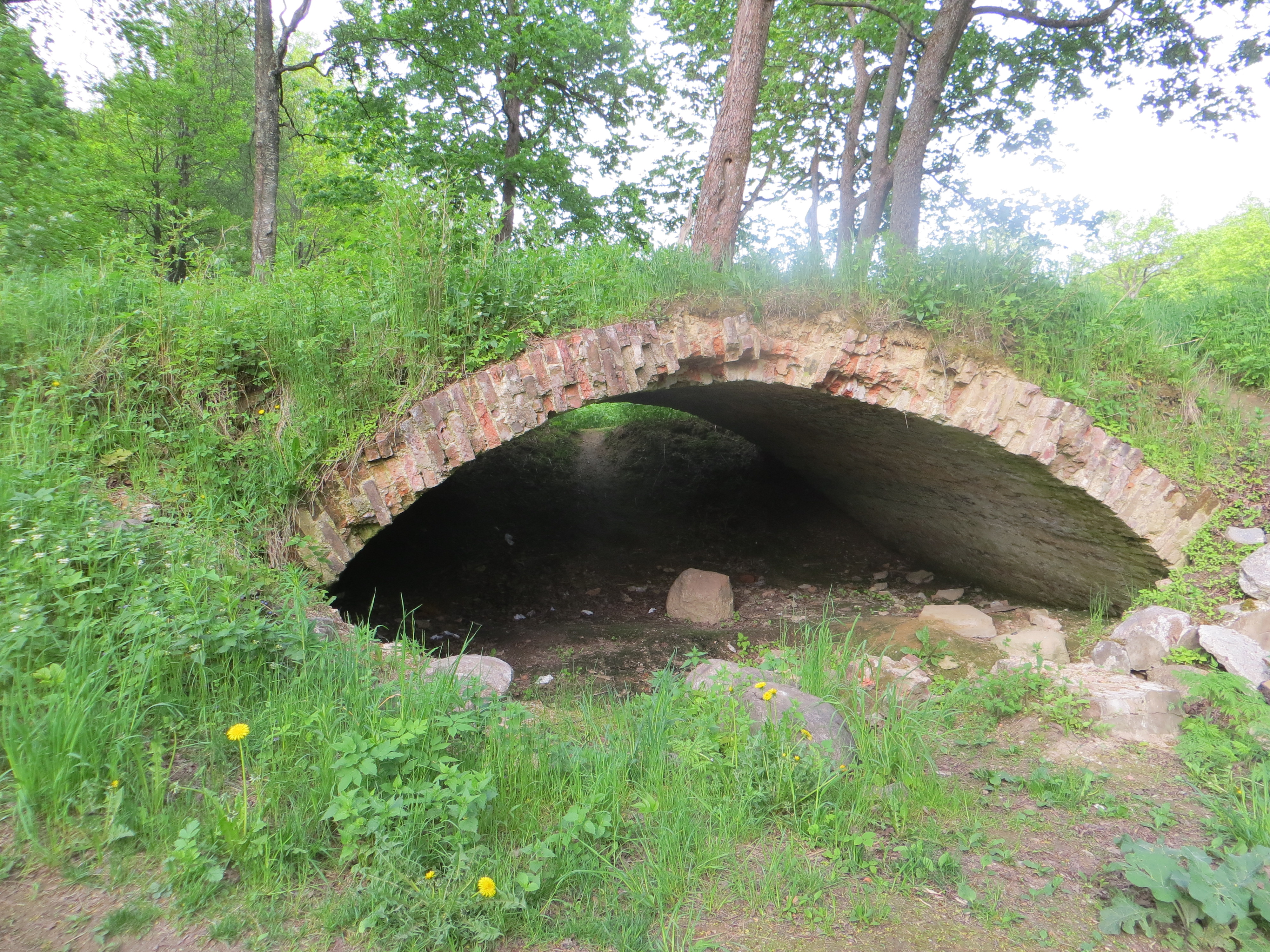
Винный погреб Всеволожских
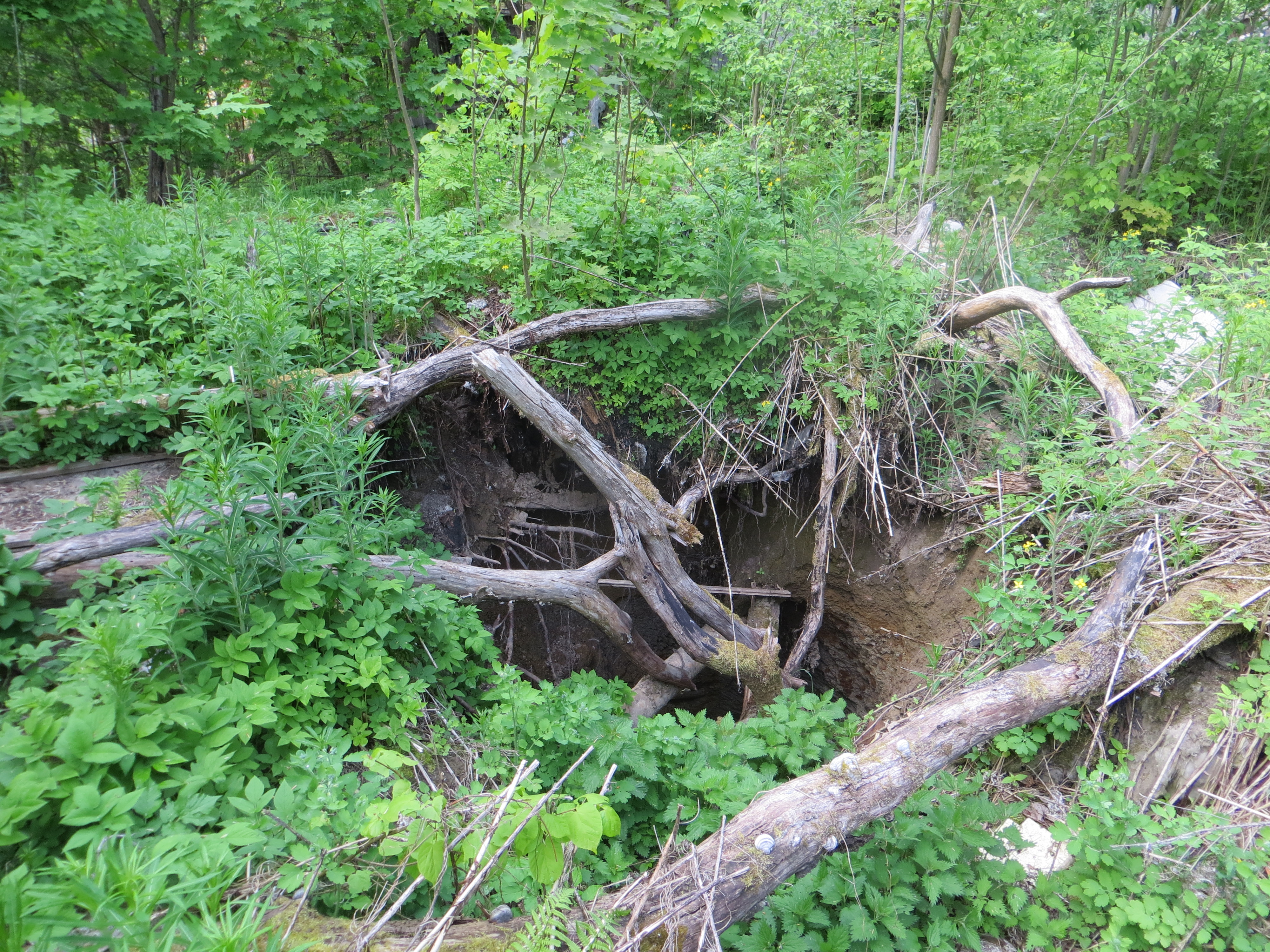
Вход в подземелье

## Памятники
На территории парка расположен памятник федерального значения «Румболовская гора», входящий в комплекс мемориальных сооружений «Зеленый пояс Славы» Ленинграда, поставленный на государственную охрану постановлением Совета министров РСФСР от 04 декабря 1974 года № 624.

Мемориал «Румболовская гора». 2015 год
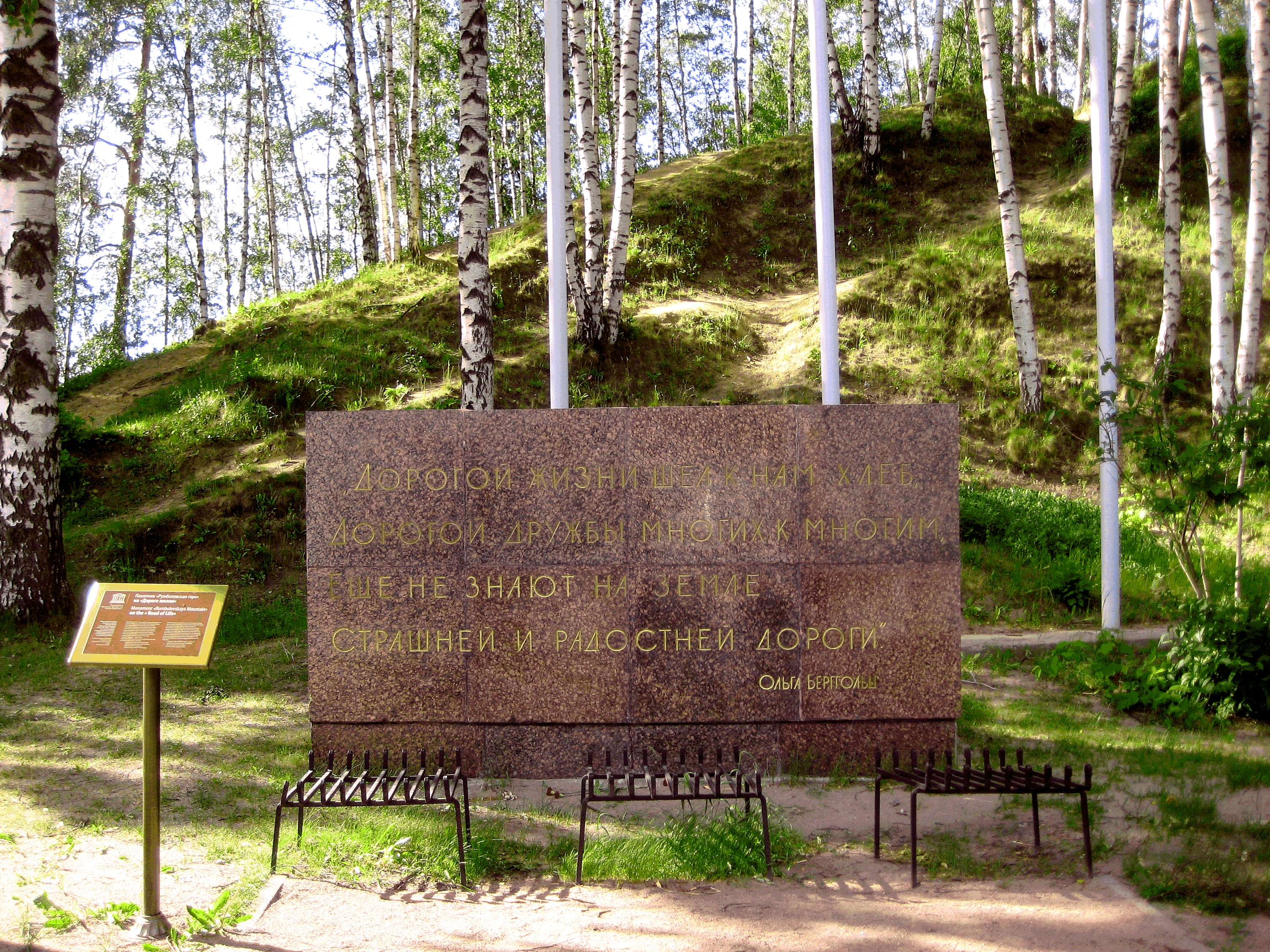
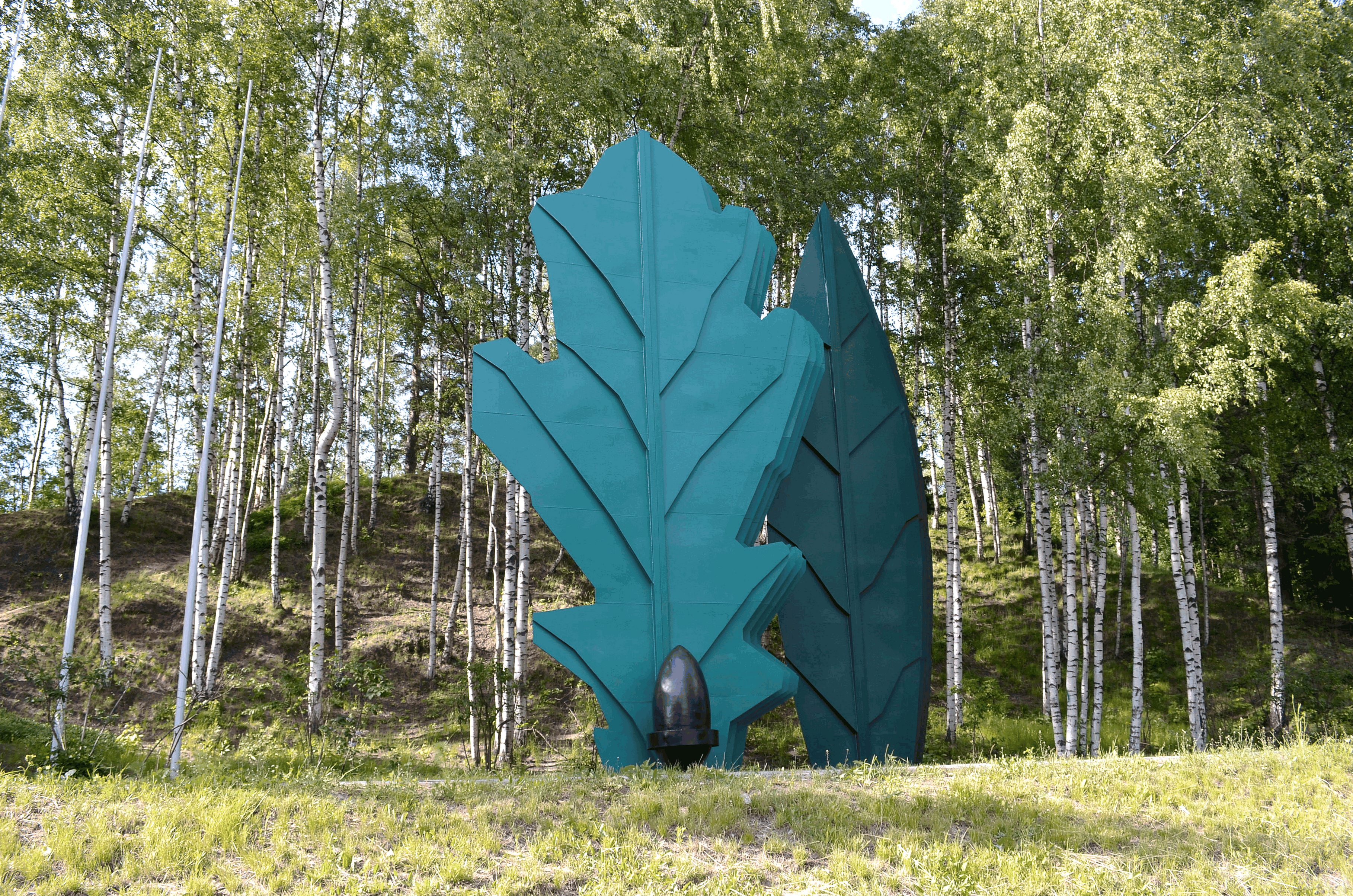